# Sillago argentifasciata
Sillago argentifasciata är en fiskart som beskrevs av Martin och Montalban, 1935. Sillago argentifasciata ingår i släktet Sillago och familjen Sillaginidae. IUCN kategoriserar arten globalt som otillräckligt studerad. Inga underarter finns listade i Catalogue of Life.